# Prasat Char (gmina)
Prasat Char – gmina (khum) w północno-zachodniej Kambodży, we wschodniej części prowincji Bântéay Méanchey, w dystrykcie Preăh Nét Preăh.

## Miejscowości
Na obszarze gminy położonych jest 13 miejscowości:

- Bat Trang
- Sampov Lun
- Phlov Leav
- Ta Am
- Ampil
- Kandal
- Thmei
- Ovmal
- Tonloab
- Kien Banteay
- Prasat
- Anlong Sar
- Kampream